# Piet Drabbe

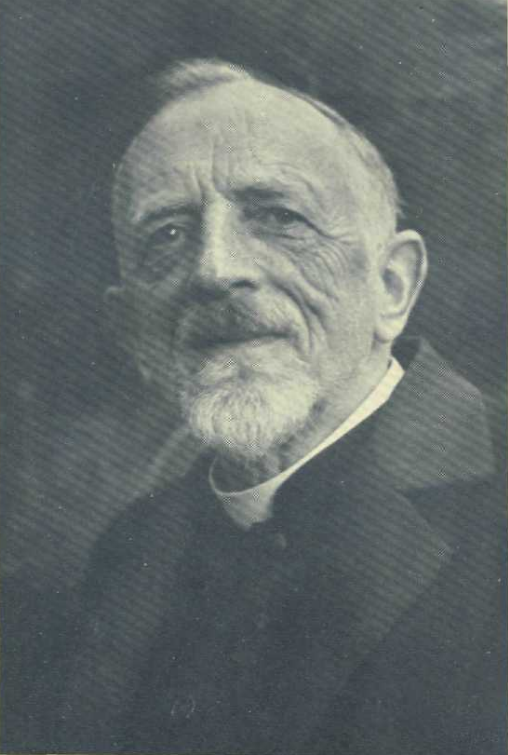

Petrus (Piet) Drabbe (Heino, 4 juni 1887 - Arnhem, 27 oktober 1970) was een Missionaris van het Heilig Hart die van 1912 tot 1960 achtereenvolgens heeft gewerkt op de Filipijnen, de Molukse Tanimbar-eilanden en aan de zuidkust van toentertijd Nederlands-Nieuw-Guinea, nu de Indonesische provincie Papua.

## Korte biografie
De onderwijzerszoon Piet Drabbe volgde het seminarie in Tilburg en legde op negentienjarige leeftijd de kloostergelofte af; in 1911 werd hij tot priester gewijd. Al sinds zijn jongensjaren droomde hij ervan missionaris te worden in Nieuw-Guinea, maar zijn plaatsing daar liet lang op zich wachten. In 1912 werd hij uitgezonden naar Lipa op de Filipijnen, maar niet lang daarna besloot de congregatie dit bisdom te verlaten. Drabbe werd in 1915 overgeplaatst naar de Tanimbar-archipel waar hij twintig jaar zou blijven. Pas in 1935 kon hij naar Nederlands-Nieuw-Guinea waar zijn congregatie de gehele zuidkust tot missieveld had. Hier bleef hij vijfentwintig jaar en repatrieerde noodgedwongen in 1960 nadat hij in 1959 was geveld door zware aanvallen van malaria en dysenterie. Hij stierf tien jaar later op 83-jarige leeftijd.

## Drabbe als wetenschappelijk onderzoeker
Zoals meer paters van het Heilig Hart - onder wie Petrus Vertenten, Jos van der Kolk, Henricus Geurtjens en Jan Boelaars - heeft Piet Drabbe waardevol taal- en volkenkundig onderzoek verricht. Het leven van den Tanémbarees, een lijvige monografie die in 1940 verscheen, is het enige grote standaardwerk over deze Molukse cultuur. Maar vooral inheemse talen interesseerden Drabbe. Hij had zo'n groot talent voor het aanleren en beschrijven van talen dat hij in Nieuw-Guinea werd benoemd tot "missielinguïst", waardoor hij zijn handen vrij kreeg voor het vastleggen van de inheemse talen daar.
Hij heeft een aantal talen en dialecten van zuidelijk Nederlands-Nieuw-Guinea grondig gedocumenteerd. Het werk van Petrus Drabbe blijft de belangrijkste bron voor de talen van de zuidwestelijke kustgebieden van Nieuw-Guinea.
In 1962 kreeg hij voor zijn taalkundig onderzoek een Zilveren Anjer uitgereikt uit handen van Prins Bernhard.

## Publicaties
- Het leven van den Tanémbarees; ethnographische studie over het Tanémbareesche volk. 1940. Leiden: E.J. Brill.
- Twee dialecten van de Awju-taal. Bijdragen tot de Taal-, Land- en Volkenkunde, 106: 93-147. 1950, 's-Gravenhage: Martinus Nijhoff.
- Talen en dialecten van Zuid-West Nieuw-Guinea 1 1950, Anthropos 45: 545-75.
- Spraakkunst van het Ekagi, Wisselmeren, Nederlands Nieuw Guinea, 1952, 's-Gravenhage: Martinus Nijhoff.
- Spraakkunst van de Kamoro-taal. 1953, 's-Gravenhage: Martinus Nijhoff.
- Talen en dialecten van Zuid-West Nieuw-Guinea. 1954, Micro-Bibliotheca Anthropos, vol. 11.
- Spraakkunst van het Marind, zuidkust Nederlands Nieuw-Guinea. 1955, Studia Instituti Anthropos, Vol. 11. Wien-Mödling: Missiehuis St. Gabriël.
- Spraakkunst van het Aghu-dialect van de Awju-taal. 1957, Koninklijk Instituut voor Taal-, Land- en Volkenkunde. 's-Gravenhage: Martinus Nijhoff.
- Kaeti en Wambon: twee Awju-dialecten. 1959, Koninklijk Instituut voor Taal-, Land- en Volkenkunde. 's-Gravenhage: Martinus Nijhoff.
- Drie Asmat-dialecten. 1963, Verhandelingen van het Koninklijk Instituut voor Taal-, Land- en Volkenkunde, No. 42. 's-Gravenhage: Martinus Nijhoff.